# Francisco Serrano Bedoya
Francisco Serrano Bedoya (Quesada, 26 d'octubre de 1812 o 1813- Madrid, 23 de setembre de 1882) va ser un general i polític progressista espanyol. Amb disset anys va ingressar com a cadet en el provincial de Guadix; va combatre en les guerres carlistes, ascendint a subtinent en 1833, tinent en 1835, capità en 1837, comandant en 1838, tinent coronel en 1843, coronel en 1845 i tinent general en 1866. Va recolzar al general Baldomero Espartero, acompanyant-lo com a ajudant de camp en el seu exili a Anglaterra entre 1840 i 1845; es va integrar en la Unió Liberal, va participar en la Revolució de 1868. Va ser diputat per Jaén en les eleccions de 1854, 1858, 1865, 1869, 1871 i 1872. Durant l'últim trimestre de 1874 va exercir el lloc de ministre de Guerra i Ultramar; la fi del seu acompliment al capdavant del ministeri va coincidir amb la fi de la Primera República Espanyola. Va ser a més senador vitalici des de 1881.

## Biografia
Va néixer a Quesada, província de Jaén, el dia 26 d'octubre de 1812. El 16 de juliol de 1830 va ser nomenat cadet de milícies, i va ascendir a subtinent, per antiguitat, el 20 de gener de 1833. Va combatre en la primera guerra carlista a Catalunya. Va obtenir els graus de tinent i capità de milícies per rigorosa antiguitat, i per les ferides que va rebre en l'acció de Castell el 12 d'abril de 1838, pel que se li va concedir el grau de comandant. Per reial ordre de 7 de març de 1839 va ingressar en l'exèrcit, en l'arma d'infanteria, continuant en actives operacions de campanya fins a la terminació de la guerra, que es va veure honrat amb el nomenament d'ajudant de camp d'Espartero, general en cap dels exèrcits, després regent del regne, amb el qual va sortir per a Catalunya l'any 1842 a fi de sufocar la insurrecció.
En 1843 va ser nomenat tinent coronel, primer cap del provincial de Madrid, amb el cos del qual es va apoderar el 26 de juny del castell de Chinchilla, rendint la seva guarnició i obtenint per tan brillant fet d'armes l'ocupació de coronel; va continuar després en operacions per Andalusia fins al 22 de juliol que se li va conferir el comandament dels provincials de Madrid i Segòvia i un esquadró de cavalleria, amb aquestes forces es va dirigir a San Fernando, on després d'embarcat el regent, va resignar el comandament en el cap a qui corresponia per ordenança, i va seguir al regent en l'exili. L'ambaixador d'Espanya a Londres li concedí passaport per tornar-hi. Arribà a Barcelona l'1 de març de 1844 però el capità general de Catalunya l'obligà a tornar-se a l'estranger, continuant emigrat fins al mes de maig de 1845, que fou autoritzat legalment pel govern per tornar a Espanya i li va ser reconegut el grau de tinent coronel i grau de coronel amb reemplaçament a Catalunya fins al 10 d'octubre de 1848, però li va ser pres per embarcar-lo a les Filipines per haver estat ajudant del regent; va aconseguir evadir-se refugiant-se en un bergantí francès, L'Agil, salpant del port de Màlaga i que el va conduir a Orà, des d'on va passar a Marsella i Montpeller. Va romandre per segona vegada emigrat fins a juny de 1849, quuan se li va aixecar el desterrament. Un cop tornat a Espanya se li va conferir novament el grau de coronel d'infanteria.
El juliol de 1852 va ser nomenat ajudant del capità general de Burgos, al costat del qual va romandre fins a 1854 quuan va ser enviat en situació de reemplaçament a Albarrasí, on fou pres i portat a Saragossa, participabt en els successos que en aquells dies hi van tenir lloc. Li va ser revalidat el grau de brigadier que li va donar el regent abans del seu embarcament en 1843, i va ser nomenat pel duc de la Victòria segon cap de la capitania general d'Aragó. L'abril del 1855 se li va conferir la destinació de segon cap de Castella la Nova, que va exercir fins al 23 de maig del mateix any, quan va sortir en persecució del militar carlista Marco de Bello, dispersant les seves forces. El govern el va nomenar per aquest servei mariscal de camp. Va continuar de segon cap a Madrid fins als successos esdevinguts en la cort en 1856, a conseqüència dels quals va presentar la dimissió. En 1859 va ser nomenat general del camp de Gibraltar, on va prestar grans serveis durant la guerra d'Àfrica, per la qual cosa se li va concedir la gran creu de l'Orde d'Isabel la Catòlica. Va exercir en els anys de 1860 a 1866 les capitanies generals de Burgos, de les Províncies Basques, de Castella la Vella i la direcció general de la Guàrdia Civil, i el 1866 fou nomenat per elecció tinent general, i pels esdeveniments del 22 de juny li va ser concedida la Gran Creu del Mèrit Militar.
En 1867 va ser deportat a Canàries, d'on va tornar, desembarcant a Cadis, el 20 de juny, fent-se càrrec de l'exèrcit de Granada i l'11 d'octubre del d'Andalusia, els comandaments del qual va exercir fins que va ser nomenat director general de la Guàrdia Civil, destinació que va exercir l'any 1872, cessant-hi per haver-li estat admesa la dimissió. En 1874 va tenir al seu càrrec la direcció general d'Infanteria, i després va ser nomenat general en cap de l'exèrcit de Catalunya, i capità general del mateix districte, operant llavors contra els carlistes i aconseguint notables triomfs. Va tenir al seu càrrec després la direcció general d'Estat Major, i va continuar en operacions de campanya a Catalunya, dimitint-ne al seu retorn a Madrid. El 2 o el 3 de setembre del mateix any va ser nomenat ministre de la Guerra i en 31 de desembre va deixar de ser-ho, a causa de la caiguda d'aquell ministeri, amb la Restauració de la monarquia borbònica en la persona d'Alfons XII i la fi de la Primera República Espanyola. Va ser diputat a Corts en les constituents de 1858, 1865, 1869, 1870 i 1872. Al moment de la seva mort ocupava el càrrec de president del Consell Suprem de Guerra i Marina.